# Trochosa ruricoloides
Trochosa ruricoloides este o specie de păianjeni din genul Trochosa, familia Lycosidae, descrisă de Schenkel, 1963. Conform Catalogue of Life specia Trochosa ruricoloides nu are subspecii cunoscute.